# Döbrentei Gábor
Hőgyészi Döbrentei Gábor (Somlószőlős, 1785. december 1. – Buda, 1851. március 28.) költő, királyi tanácsos, az MTA tagja, a történelem szó megalkotója.

## Életpályája
Apja Döbrentei Lajos evangélikus prédikátor volt. Tanulmányait Pápán a Református Kollégiumban kezdte, és ott végezte a Donatust. A grammatikai osztályra Sopronba ment, ahol a líceumban 1805-ig maradt. Itt Baróti Szabó Dávid és Ányos Pál munkáinak hatása alatt a költészet iránti szeretet korán ébredt fel lelkében. Tagja lett a tanulók közt már ekkor fennálló magyar egyesületnek, melynek előbb könyvtárnokává, majd titoknokává választották. Az egyesület elhatározta jelesebb dolgozatainak kiadását, amely A soproni magyar társaság zsengéi (Sopron, 1804) cím alatt jelent meg és ebben kerültek nyilvánosság elé Döbrentei első versei is. Nagy befolyással volt művelődésére a Kis János és Kazinczy Ferenc között folyt levelezés is.
1806-ban az év elején, miután meglátogatta Pesten Révai Miklóst és Virág Benedeket, Bécsen keresztül, ahol Batsányi Jánost, Korabinszky János Mátyást, Decsy Sámuelt, Kovachich Márton Györgyöt, de főképp Báróczi Sándort kereste fel, május 1-jén Wittenbergbe érkezett. Itt Schröckhnek világtörténelmi és Pölitz széptani leckéit és estélyeiket látogatta, Klotzschnál a széptudományok és művészetek encyclopaediáját és Horatius leveleinek magyarázatát, Grohmann-nál a bölcseletet, Nitzschnél az erkölcsi hittudományt hallgatta, a francia nyelvet tanulta és az olaszban gyakorolta magát.
A jénai ütközet (október 14.) után a francia seregeknek Wittenbergen átvonulása miatt Lipcsébe ment, ahol Platnernél filozófiát, Carusnál tapasztalati lélektant, Ecknél költészettant, Rostnál Cicero, Becknél Homérosz magyarázatát és a történelmet, Raunál római jogot, Keilnál szentírás-magyarázatot és Tittmann-nál hitágazattant hallgatott. Ossziánt annyira szerette, hogy az angol nyelv tanulására is szentelt időt.
Kazinczy gróf Gyulay Ferencnének (1767–1826) ajánlotta őt fia Lajos (1800–1869) nevelőjéül. Pestre utazott, itt barátságot kötött Szemere Bertalannal. November 2-án már Oláhandrásfalván volt, Küküllő vármegyében, ahol megkezdte a Gyulay fiú nevelését. 1809-ben Széphalomra ment Kazinczynak megköszönni közbenjárását. Innen Pestre került, ahol megismerkedett Horváth Istvánnal és Fejér Györggyel, összebarátkozott Vitkovics Mihállyal, Schedius Lajos pedig bevezette Pest úri házaiba. Ezután visszatért Erdélybe, és a nevelés mellett új buzgósággal kezdett irodalommal foglalkozni.
1813-ban Kolozsvárra ment növendékével, és megalapította az Erdélyi Muzeum című folyóiratot. 1814-ben gróf Gyulaynét Széphalmon át Bécsbe kísérte, júniusban pedig csatlakozott Wesselényi Miklós báróhoz, és nevelőjével, Pataki Mózessel együtt Itáliába kísérte Veronáig. A hazaúton Niklán meglátogatta Berzsenyi Dánielt – akit 1812-ben keresett föl levelével –, Sümegen Kisfaludy Sándort – akinél már 1807-ben megfordult –, Dukán pedig Takách Juditot. Október 16-án érkezett Kolozsvárra.
Irodalmi érdemei elismeréséül 1817-ben kinevezték Hunyad megye táblabírójává, barátja Cserei Miklós pedig 1818-ban ezüst érdempénzzel tisztelte meg. 1817 végén Marosvásárhelyre kísérte Gyulay Lajos grófot, itt együtt hallgatta vele az erdélyi törvényt és a királyi táblánál föl is esküdött.
Aranka György halála (1817) után kidolgozta egy új tudós társaság alaprajzát, mely azonban nem nyert megerősítést. 1819 júliusában elhagyta Marosvásárhelyt és Marosnémetibe (Hunyad megye) költözött. Később megfordult Hevesben, Pesten, 1820-ban ismét a radnai fürdőben, Szentmihályon Dessewffy József grófnál és Széphalmon. Végül novemberben Pesten telepedett le, ahol minden idejét az irodalomnak szentelte. Mivel fontosnak tartotta a színházügyet, igyekezett előmozdítani színdarabok fordításával és átdolgozásával.
1823-ban Bécsbe költözött, ahol megfordult a kormány legbefolyásosabb embereinél és Hormayr Archivjába több cikket írt a magyar irodalomról. Szerkesztett egy bécsi kalauzt turisták számára Magyar dolgok Bécsben címen, de ez nem jelent meg. (Mutatvány belőle Berzsenyi összes műveiben a Döbrentey levelei közt a 266. és köv l.)
1824. november 5-én kinevezték tartományi másodalbiztossá a budai kerületbe.
1825 szeptemberében Pozsonyba ment a császárné magyar királynévá koronázására, itt ismerkedett meg Széchenyi István gróffal. Az országgyűlés után a nemzeti kaszinó és lóversenytársaság jegyzője lett.
1828-ban a felállítandó magyar akadémia rendszabásait átdolgozó országos küldöttség tagja és jegyzője volt; 1830-ban az igazgatóságnak, a társaságot megalakító gyűlésében, tollvivőjévé, az akadémia filozófiai osztályában helybeli első rendes taggá, majd 1831. február 20-án akadémiai titoknokká választották meg. Az akadémiánál nyert kitüntetései miatt Kazinczy, aki szintén vágyott az akadémiai titoknokságra, elidegenedett tőle és az eddigi szoros barátság közöttük végleg megszűnt.
1830-ban, míg Döbrenteinek az előkelőkre és az akadémia alapítóira tett befolyása elérte tetőpontját, az irodalomban tekintélye mély sebet kapott a Conversations-Lexikoni per által. Kazinczy és Kisfaludy köre, akik meg akarták torolni Döbrentei állítólag ellenük folytatott ármányait, nyíltan feltüntették a Otto Wigand által kiadott Közhasznú Esmeretek Tára hibáit, melynek titkos intézője Döbrentei volt. Döbrentei kivonta magát a nyílt harcból, de annál nagyobb elkeseredéssel vitte át pártoskodásait az 1831-ben megindult akadémiába. Ezen szakadások csak akkor kezdtek kiegyenlítődni, amikor Döbrenteit 1834 áprilisában tartományi albiztossá nevezték ki és az akadémiai titoknokságról lemondott. 1835. szeptember 17-én távozhatott hivatalából azt követően, hogy utódot kapott.
Ez időbe esik a Pest vármegyétől pártfogás alá vett színügyben való munkássága; 1833. októbertől 1835. május 1-jéig a színháznak a megyétől kinevezett igazgatója volt. 1841 januárjától kerületében főbiztos és 1844-ben királyi tanácsos lett.
Az azóta felszámolt Tabáni temetőbe temették.

### A dűlőkeresztelő
Hosszas előkészítés, újságcikkek sora után elérte, hogy 1847-ben Buda számos területe magyar nevet kapjon. Az ünnepélyes névadás volt a dűlőkeresztelő. E nevek egy része ma is él.

### Dugovics Titusz létezését igazoló cikke
1824-ben tudományos igénnyel cikket írt Dugovics Tituszról (Dugovics Titus, ki magát, csakhogy nemzete győzzön, halálra szánta Belgrádban; megjelent: Tudományos Gyűjtemény), melyben Dugovics Titusz nándorfehérvári védő történelmi létezését igazolta nemesi levelek alapján.  E cikk hatására terjedt el széles körben a nándorfehérvári hős legendája Dugovics Titusz nevéhez kötődve Magyarországon.
Döbrenteinél jelentkezett egy Dugovics Imre nevű vasi nemes, miszerint bizonyítékai vannak arra, hogy a legendákban emlegetett nándorfehérvári hős nem más, mint az ő felmenője, Dugovics Titusz. Három iratot mutatott be: Egy 1459-es oklevelet, amely szerint Mátyás király Titusz hősiessége jutalmául fiának, Bertalannak adományozza a Pozsony vármegyei Tejfalut, egy 1588. évben kelt okiratot, továbbá egy Bercsényi Miklóstól származó menlevelet, melyek megemlítik a Nándorfehérvárnál elesett Dugovics Tituszt. A bizonyítékok meggyőzték Döbrenteit, és megírta cikkét a Tudományos Gyűjteménybe.

## Emlékezete
- A Magyar Tudományos Akadémián 1851. május 26-án Toldy Ferenc tartott felette gyászbeszédet. A soproni evangélikus iskolában alapítványt tett, amelynek kamataiból évenként egy aranyat a magyar irodalom tanára kapjon, egyet pedig az az ifjú, ki a legjobb magyar művet készíti.
- 1995. október 29-én mellszobrot avattak szülőfalujában.
- Somlószőlősőn emlékmúzeum található az evangélikus paplakban.
- Budapest I. kerületében  utca és tér viseli a nevét.

## Művei
1. A szerelem kellemei. Hat dalokban. Tiszt. Bilnitza Pál úrnak, a pozsonyi ev. főoskolák professzorának, Kaizer Jetta kisasszonynyal való öszvekelésekor. Sopron, 1804.
2. A soproni társaság búcsúszavai, Halasy Mihály professzor úrtól, szintén a társaság itélő-társától máj. 21. 1805. Uo. (Költemény.)
3. Gyászoló érzések méltgs gróf Bossányi Juliánna asszonyságnak, néh. Tolnai gróf Festetits Pál özvegyének utolsó halotti tiszteltet tételekor ápr. 18. 1805. Uo.
4. Köszönet Nagy István úrhoz, a Dunáninnen való ev. gyülekezetek szuperintendenséhez, midőn a sopronyi főoskolákat meglátogatni méltóztatott volna, júl. 1805. a magyar társaság és tanuló ifjúság nevében. Uo. (Költemény.)
5. Planum egy tökéletes magyar bibliografia és szókönyv iránt. Pest, 1814.
6. Döbrentei Gábor külföldi színjátékai. Bécs, 1821–22. Két kötet. (I. Német játékszin: Vétek súlya, szomj. 4 felv. Müllner élete és munkái. Emlékeztetés magyar játékszineinkre és szinjátszóinkra nézve. A német szinjátszás rövid előadása. Német színjátszók és szinjátszónék; előadták Miskolczon 1833. márcz. 28. II. Franczia játékszin: A fösvény, vígj. 5 felv. Moličretől. Moličre élete és munkái. Franczia vigjáték költők. Rövid előadása a franczia játékszin származásának. Franczia szinjátszók és szinjátszónék.)
7. Charaktert festő s elmés mulatságos anekdoták. Pest, 1827. (2. kiadás. Uo. 1839.)
8. Yorick és Eliza levelei. Angolyból. Uo. 1828. Online
9. Pali és Minka olvasni tanul. Betűk ismeretére és olvasására tanító abéczés könyv 38 képpel. Uo. 1829.
10. A kis Gyula könyve, vagy fiú- és leánygyermekek számára irt elbeszélések. Uo. 1829. (2. bőv. kiadás 1845. 3. k. 1858. 4. k. 1861. Uo.)
11. Shakespeare remekei. I. kötet. Macbeth, szomj. 5 felv. angolból, mai előadhatáshoz alkalmaztatva. Uo. 1830. (Magyarázó toldalékkal. Előadták Budán, 1834. jún. 17.)
12. Magyar ábécze, s olvasásban gyakorlás végett előleges oktatás. Uo. 1834.
13. Terve a nagy magyar szótár belső elrendelésének, Buda, 1834.
14. Virág Benedek emléke készen áll Budán, Ferenczy műtermében 1834. nov. óta. Buda, máj. 20. 1835.
15. Döbrentei Gábor kérdései s Petrás Incze feleletei a' moldovai magyarok felől; Egyetemi Ny., Buda, 1842
16. Huszárdalok. Uo. 1847. (2. kiadás, Magyarország önkénytesei számára irtakkal. Uo. 1848.)
17. V. Ferdinándhoz. Budán, május 21. 1848. Ára egy kongó garas. (Költemény.)

### Régi magyar nyelvemlékek (szerkesztő)
1. Temetési beszéd és könyörgés. O Testamentomi néhány könyv, Bécsi codex, Buda, 1838
2. Kinizsy Pálné Magyar Benigna imádságos könyve. Vegyes tárgyu régi magyar iratok, 1342-1599, Buda, 1840
3. Tatrosi másolat 1466-ból. Vegyes tárgyu régi magyar iratok, 1540-1600, Buda, 1842
4. Góry sziromirat-codex, Pest, 1846

### Levelei
- D. és Kölcsey leveleikből 1813–1817. (Élet és Literatura 1827.) A Digitális Klasszika oldalán
- D. levelezése Kazinczy Ferenczczel, 1822–30. (Uj M. Muzeum 1856. I.), Frankenburghoz, 1844. nov. 7. (Főv. Lapok 1866. 132. sz.)
- b. Wesselényi Miklóshoz, Kolozsvár, 1813. febr. 22. M.-Vásárhely, Judit napján, jún. 11. 1818. M.-Németi 1819. márcz. 21., Budap 1825. nov. 10., Buda 1825. nov. 13., 1828. ápr. 8. és szept. 15.
- Cserey Helena, özv. b. Wesselényi Miklósnéhoz, Kolozsvár, 1815. jan. 25. (Tört. Lapok 1874–76.)
- Kisfaludy Sándorhoz, Buda, 1828. jún. 30. (M. és a Nagyvilág 1880. 30. sz.)
- levelezése Kozma Gergelylyel, 1809–1817. (Figyelő II. 1877.)
- Berzsenyihez 1842. jún. 2. (Uo. XIX. B. utolsó éveiben csak D.-vel levelezett egyedül.), *Burczy Emilhez, verses levele, Kolozsvár, 1817. ápr. 2. (Uo. XXIV.),
- gr. Wesselényi Miklóshoz, Buda, 1827. decz. 1., 1828. aug. 24. (a kolozsvári Hölgyfutár 1877. 12. sz.)
- Nagy Jánoshoz, Buda, 1844. őszelő 11. (Zala, 1888. 49. sz.)

Szerkesztette az Erdélyi Múzeumot 1814-től 1818-ig, Kolozsvárt és Pesten; a Pesti lóversenykönyvet 1828-ról és 1829-ről (Széchenyi István gróffal.), az 1830-kit (Andrássy György gróffal), a Magyar Tudományos Akadémia Évkönyveit (I. II. Pest, 1833. és 1835. sok becses irodalomtörténeti adatokkal), a Régi Magyar Nyelvemlékeket (I–III. és a IV. kötet első osztályát, Buda, 1838., 1840., 1842. és 1846). Ezek mellett gyűjtött XVII. századbeli magyar leveleket, melyeknek nyomtatását is megindította, de 1848-ban fennakadván, halála után az akadémia számára vétettek meg.
Kiadta gróf Teleki Ferenc verseit s néhány leveleiből töredékeket (Buda, 1834.), Berzsenyi Dániel összes műveit (Buda, 1842. 4-rét és u. akkor három 8-rét kötetben, életrajzzal, bevezetéssel, jegyzetekkel és Berzsenyivel folyt levelezésével.)

### Kéziratai
Mindennap, magának gyűjtögette Döbrentei Gábor Vittenbergában 1806. (napló ápr. 12-től május 13-áig 4-rét 20 lap, birtokomban van, de folytatása hiányzik). Naplója (mely igen érdekes adalékokat tartalmaz az erdélyi közélet 1807–1819-ki történetéhez) a Gyulay Lajos gróf hagyatékával Kuun Géza gróf birtokába jutott; a Magyar Tudományos Akadémia alapszabályainak első tervezete és Döbrenteihez írt 523 levél a Magyar Tudományos Akadémia birtokában; levele Révayhoz Soprony, 1804. febr. 11. a Magyar Nemzeti Múzeum kézirattárában.
A Döbrentei-kódex, melyet ő fedezett föl, egyik legbecsesebb nyelvemlékünk; Halabori Bertalan pap írta 1508-ban, a Zsoltárokat, Énekek énekét, Jób könyvét, az Evangéliumokat és Episztolákat foglalja magában, a gyulafehérvári püspöki könyvtárba került; kiadta a Nyelvemléktár XII. kötetében (Bpest, 1884.) Volf György magyarázó előszóval.
Arcképe Barabástól 1844., kőrajz Höfelich J. által nyomtatva, névaláirásával (az Életképek mellett); olajfestésű arcképe a Magyar Tudományos Akadémia képestermében.

## Álnevei
Pártfalvy Márk, Szentkuti Sándor és Remény Andor (a szépirodalmi lapokban).

## Versei
Iskolai kisérletein kivül egy verse jelent meg a Ragályi Segítőjében (1806), 1808-ban Osszián Lórai csatáját fordította, megkezdte Feliciánját, (mely utóbb Klára Visegrádon c. alatt el is készült) és írt egy elégiai költeményt gr. Gyulaynéhoz, Macbethet fordította, Zsebkönyvet, majd Kazinczy tanácsára irodalmi lapot tervezett.
Az 1814-ben megindított Erdélyi Muzeum I. kötete Kolozsvárt nyomatott 500 példányban; de mivel ezek elkeltek, a kiadvány 2. kiadása és a többi kötetek Pesten jelentek meg. E folyóiratban költeményein kívül következő cikkei vannak:
1. Előbeszéd, Barcsay Ábrahám, Báró Alvinczy József élete, Eredetiség és jutalomtétel,
2. Az Erdélyi Muzeum megindulhatása, Gróf Batthyiáni Ignácz élete, Száz József emléke, A hexameterrel élés kezdete a régi s uj nemzetek között,
3. A német próza történetei, Magyar literaturát illető jegyzések, Észrevételek az életirás theoriájáról, Vadak énekei, Felszólítás az erdélyi professorokhoz, Erdély földleirása készítése végett,
4. Előbeszéd, Az anyai nyelven irás szükséges voltának megbizonyítása, Florian franczia költő élete,
5. A franczia nyelv kimivelése történetei, s prozaikusi munkáinak megvizsgálása, A benczenczi filagoria Kinizsi emlékére,
6. Egyiptomiak, perzsák, görögök és rómaiak nevelése módja c. cikkhez némely megjegyzések, Dicsérő beszéd Mark Aurelről, Erkölcsi elmélkedések, A társalkodásról, Haller László gróf, a Telemak fordítója, Thomas élete,
7. Ajánló levél, Boileau Despreaux élete s Poetikája, Hirek Bod Péter felől, Sterne Lőrincz élete,
8. A míveltség becse s a haza szeretetének nemes volta, Hell Maximilián élete, Kupeczky János, Mozart élete, Pestalozzi Henrik élete és munkái,
9. A német dráma történetei. A német játékszin eredete s történetei általjában véve Vigjáték, Szomorújáték, A kritikáról, A wesztmünszteri apáturság temploma s nehány benne levő emlékkövek Londonban, Halottak beszélgetése (a rossz fordítók, izetlenség s nyelvócsárlók ellen) Szentkúty Sándor álnévvel,
10. Gróf Teleky József élete, Mint kellene lenni a játékszinnek, s észrevételek a szomorújáték theoriája körül, Játékszineink mostani állapotja.

Költeményeit hozták a Szépliteraturai Ajándék (1821–22), Aurora (1822. A kenyérmezei diadal, öt énekben és egy utóénekkel, 1823. Nándorfejérvár 1826), Hebe (1823. Klára Visegrádon, elbeszélés, 1826), Koszorú (1828), Honművész (1835, 1838, 1841), Budapesti Árvizkönyv (I. V.), Aradi Vészlapok (1844); hátrahagyott versei Kisfaludy Sándorhoz (A neszerző Amor, 1806, és Himfy hajléka, 1806), a Győri Közlönyben (1886. 27. sz.) jelentek meg. Értekezései: Nyelv csinosságára való ügyelet (Tud. Gyűjt. 1821. XII.), Balassa Bálint XVI. századbeli költőnk négy éneke (Széplit. ajánd. 1821), Halottak beszélgetése a némettel elegy társalgási magyar nyelv kigunyolására (Kedveskedő 1824. I. 39. sz.), A tudós társalkodási körökben (Tud. Gyűjt. 1822. II.), A magyar irás mostani állapotjáról (uo. 1824. VII.), Dugovics Titus, ki magát, csakhogy nemzete győzzön, halálra szánta Belgrádban (uo. VIII.), a lipcsei Conversations-Lexikon magyar irodalmi cikke fordítva (uo. 1825. VI.). Az Élet és Literatura (1827) kivonatokat adott Döbrentei és Kölcsey levelezéséből nyelv és ízlés tárgyaiban, Kazinczynak ezekre hallatott ítéletére viszont Döbrentei Gábor írt észrevételeket; a Felső Magyarországi Minervában (1826, Jelenetek Macbethből, 1827. Angliának törvényes állapotja, 1828.
A magyar nyelv, Shakespeare játékszíni munkáinak magyar fordításához jegyzések, Erdélyi historiájához tartozó emlékjegyzések, Hazai literatura, Erdély historiájához tartozó emlékírások); a Közhasznú Esmeretek Tára három első kötetébe eredeti és fordított cikkek (neve alatt vagy D. G. betűkkel); a Thaisz által szerkesztett Sasban: A költés nemei röviden és tulajdon versnem és versirás módja az olasz, francia, angol és német literaturában (1831. VII.); apró életrajzok az 1832. akadémiai Névkönyvben. 1834. november 10-én az akadémia által a régi magyar nyelvemlékek gyűjtésével és kiadásával bízták meg; ezen munkásságában szerteágazó levelezést folytatott és minden évben a haza külön részeiben utazott; ez ügyben az akadémiának tett jelentései az Akadémiai Értesítőben (1841, 99. l.) és Évkönyvekben (III. és IV. kötet) jelentek meg.
Az akadémiáról és annak gyűléseiről írt közlemények (Magyar Kurir, 1831–33, Jelenkor 1832–35). Hadi gróf Wesselényi Ferencz házi rendelése (Szemlélő, 1836), Gróf Gyulai Albertről életrajz (Társalkodó 1835, 72. sz.), Nyelvünk történetéhez (uo., 1836, 53. sz.), A magyar nyelv historiájához (Hasznos Mulatságok 1836, II. 1. sz.), Kérdések a moldvai magyarok felől (Tud. Tár, 1841), Visszamagyarosodás Bpesten (Honderű 1844), Brunswik Józsefné, korompai grófné (Életképek, 1845), Buda helyneveiről (uo., 1847. II. 1. 2. sz.), Apáczai Csere Jánosról és a „witz" szó magyarításáról (Magyar Akadémiai Értesítő, 1847).